# Ora o mai più ovvero cantautore da grande
Ora o mai più ovvero cantautore da grande è un album discografico di Renzo Arbore, pubblicato nel 1981 dall'etichetta discografica Dischi Ricordi.

## Tracce
Dischi Ricordi (SMRL 6284)
1. Rocchenrollo
2. Smorza 'e llights
3. Sottopassaggio
4. Dino De Laurentiis
5. Spadolini nella jungla
6. Tango delle palle
7. Due uova
8. Malinconico rock

## Formazione
- Renzo Arbore – voce e clarino
- Luciano Ciccaglioni – chitarra acustica ed elettrica, mandolino, slide guitar
- Federico Troiani – pianoforte
- Massimo Buzzi – batteria e percussioni
- Gianni Mazza – tastiere, cori, pianoforte e Fender Rhodes
- Piero Montanari – basso
- Anna Melato, Adriano Fabi, Enrico Fusco – cori